# А мы уже рубим!
«А мы уже рубим!» — второй концертный альбом в дискографии группы «Тараканы!». Записан во время концерта-презентации альбома «Улица Свободы» 29 ноября 2003 года в ДК им. Горбунова. Презентация альбома прошла 10 апреля 2004 года в ДК им. Горбунова.
Названием для альбома послужила фраза из трэш-ролика Владимира Епифанцева «АнтиТайд»: «Ну что, Вы всё ещё кипятите? А мы уже рубим!».
Рецензент журнала Rolling Stone Russia так описал выступление группы «Тараканы!»: «Этот концерт, перемешанный воплями панкеров, с перебивками из креативного Епифанцева, с то и дело то пропадающими, то петляющими партиями инструментов — воплощение русского рока, бестолкового и пламенного».

## Список композиций
1. «Делай сам!» (Кежватов / Спирин) — 2:20
2. «Восклицания знаки» (Кежватов / Спирин) — 2:20
3. «Причина для ненависти» (Соловьёв, Кежватов / Спирин) — 2:36
4. «Кто и когда» (Соловьёв, Кежватов / Спирин) — 3:16
5. «Границы гетто» (Кежватов / Спирин) — 3:01
6. «Счастье будет твоим» (Соловьёв, Кежватов / Спирин) — 2:36
7. «Форева?» (Кежватов / Спирин) — 1:59
8. «Вся планета Земля» (Соловьёв, Кежватов / Спирин) — 2:45
9. «Тронь меня!» (Соловьёв, Кежватов / Спирин) — 2:46
10. «Гимн демократической молодёжи мира» (А. Новиков / Л. Ошанин) — 2:29
11. «Громче!» (Соловьёв, Кежватов, Спирин / Спирин) — 0:47
12. «Пиво на вино» — 2:46
13. «Поезд в сторону Арбатской» — 2:59
14. «Маша — скрипачка из Король и Шут» (Соловьёв, Спирин / Спирин) — 3:02
15. «Много тёлок и пива» — 2:05
16. «Русский рок» — 4:20
17. «Дурная башка» — 2:05
18. «Я смотрю на них» — 4:27
19. «36,6» (Хавтан / Спирин) — 3:37

## Музыканты
- Дмитрий Спирин — вокал
- Дмитрий Кежватов — гитара, бэк-вокал
- Алексей Соловьёв — бас-гитара
- Сергей Прокофьев — барабаны

### Приглашённые музыканты
- Александр Голант («Три.15») — гитара, бэк-вокал (12, 13, 15)
- Евгений Хавтан («Браво») — гитара, вокал (19)
- Детский хор Музыкальной школы № 20 им. Кабалевского — бэк-вокал (10)